# Mehrfach orthogonale Polynome
Mehrfach orthogonale Polynome sind orthogonale Polynome in einer Variable, welche das Orthogonalitätskriterium bezüglich einer endlichen Familie von Maßen {\displaystyle \mu _{1},\dots ,\mu _{r}} erfüllen. Sie sind nicht zu verwechseln mit den orthogonalen Polynomen in mehreren Variablen, den multivariablen orthogonalen Polynomen. Die Polynome werden in zwei Klassen unterteilt, genannt Typ 1 und Typ 2.
In der Literatur existieren weitere Namen für die mehrfach orthogonalen Polynome, sie werden u. a. auch als {\displaystyle d}-orthogonale Polynome, Hermite-Padé-Polynome  oder polyorthogonale Polynome bezeichnet.

## Mehrfach orthogonale Polynome
Gegeben sei ein Multiindex {\displaystyle {\vec {n}}=(n_{1},\dots ,n_{r})\in \mathbb {N} ^{r}} und {\displaystyle r} positive Maße {\displaystyle \mu _{1},\dots ,\mu _{r}} über den reellen Zahlen. Wie üblich ist {\displaystyle |{\vec {n}}|=n_{1}+n_{2}+\cdots +n_{r}}.

### MOP vom Typ 1
Die Polynome vom Typ 1 werden als {\displaystyle A_{{\vec {n}},j}} für {\displaystyle j=1,2,\dots ,r} notiert und als Vektor zusammengefasst {\displaystyle (A_{{\vec {n}},1},A_{{\vec {n}},2},\dots ,A_{{\vec {n}},r})}, wobei das {\displaystyle j}-te Polynom {\displaystyle A_{{\vec {n}},j}} höchstens vom Grad {\displaystyle n_{j}-1} sein kann. Weiter soll gelten
{\displaystyle \sum \limits _{j=1}^{r}\int _{\mathbb {R} }x^{k}A_{{\vec {n}},j}d\mu _{j}(x)=0,\qquad k=0,1,2,\dots ,|{\vec {n}}|-2,}
sowie
{\displaystyle \sum \limits _{j=1}^{r}\int _{\mathbb {R} }x^{|{\vec {n}}|-1}A_{{\vec {n}},j}d\mu _{j}(x)=1.}

#### Erläuterungen
Wir haben also ein System von {\displaystyle |{\vec {n}}|} Gleichungen für die {\displaystyle |{\vec {n}}|} Koeffizienten der Polynome {\displaystyle A_{{\vec {n}},1},A_{{\vec {n}},2},\dots ,A_{{\vec {n}},r}} definiert.

### MOP vom Typ 2
Ein Polynom {\displaystyle P_{\vec {n}}(x)} ist vom Typ 2, wenn es monisch ist und vom Grad {\displaystyle |{\vec {n}}|} sowie folgendes Orthogonalitätskriterium erfüllt ist:
{\displaystyle \int _{\mathbb {R} }P_{\vec {n}}(x)x^{k}d\mu _{j}(x)=0,\qquad k=0,1,2,\dots ,n_{j}-1,\qquad j=1,\dots ,r.}

#### Erläuterungen
Schreiben wir {\displaystyle j=1,\dots ,r} aus, erhalten wir folgende Definition der MOP vom Typ 2
{\displaystyle \int _{\mathbb {R} }P_{\vec {n}}(x)x^{k}d\mu _{1}(x)=0,\qquad k=0,1,2,\dots ,n_{1}-1}
{\displaystyle \int _{\mathbb {R} }P_{\vec {n}}(x)x^{k}d\mu _{2}(x)=0,\qquad k=0,1,2,\dots ,n_{2}-1}
{\displaystyle \vdots }
{\displaystyle \int _{\mathbb {R} }P_{\vec {n}}(x)x^{k}d\mu _{r}(x)=0,\qquad k=0,1,2,\dots ,n_{r}-1}